# Hallands mellersta domsaga
Hallands mellersta domsaga (även Hallands läns mellersta domsaga) var en domsaga i Hallands län, bildad 1683. Den upplöstes 1971 då verksamheten överfördes till Hallands mellersta tingsrätt.

## Tingslag
Under Hallands mellersta domsaga lydde först tre tingslag vilket minskade till två 1907, då Faurås och Årstads tingslag slogs ihop för att bilda Årstads och Faurås tingslag. Den 1 januari 1948 (enligt beslut den 10 juli 1947) slogs detta tingslag i sin tur ihop med Himle tingslag för att bilda Hallands mellersta domsagas tingslag, som därmed var domsagans enda tingslag.

### Från 1683
- Faurås tingslag
- Himle tingslag
- Årstads tingslag

### Från 1907
- Himle tingslag
- Årstads och Faurås tingslag

### Från 1948
- Hallands mellersta domsagas tingslag

## Häradshövdingar
- 1959-1970: Bo Nilson-Dag